# Nécropole de la Madonna dell'Olivo

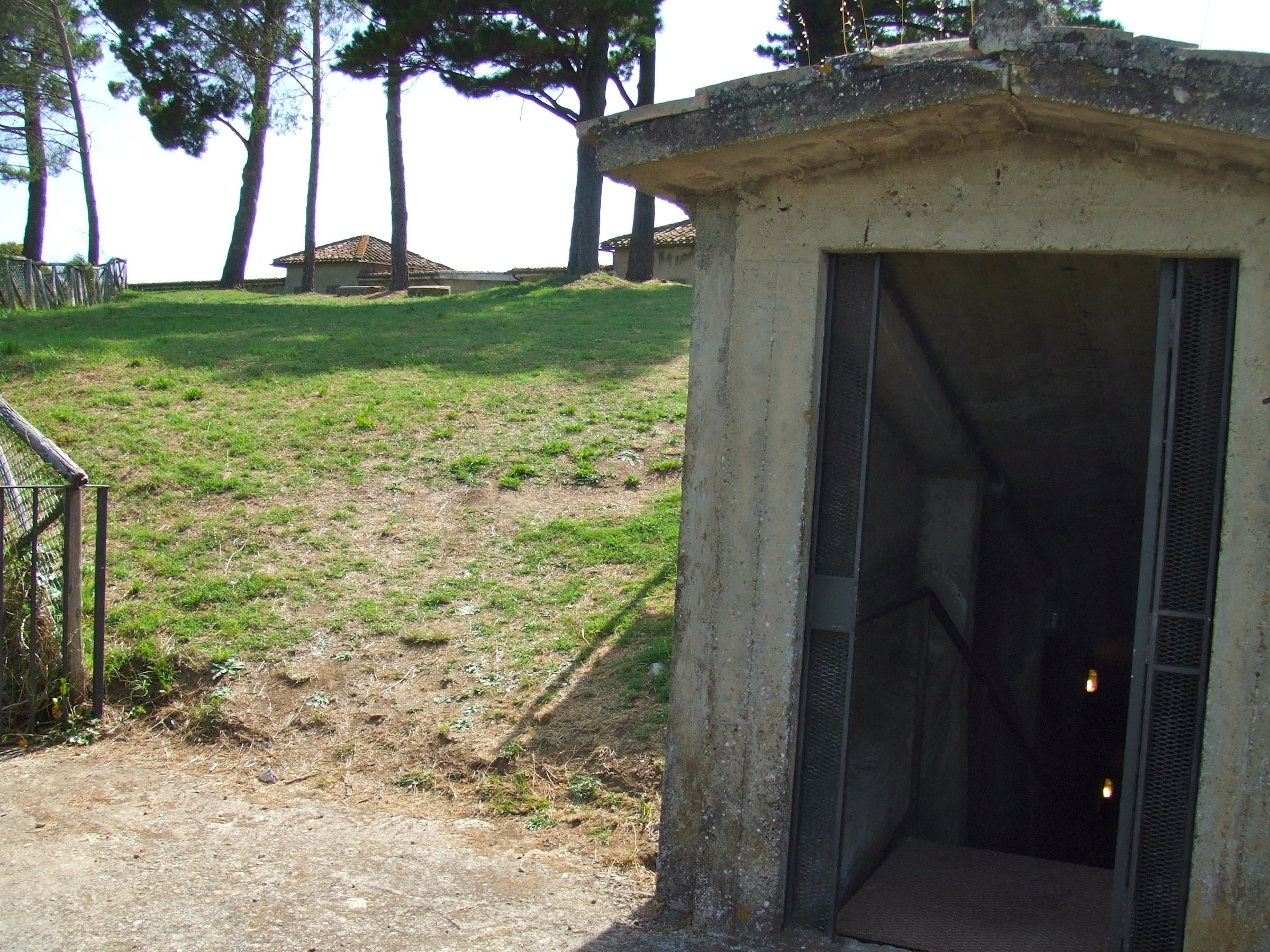
Cabane d'accès à la tombe de la Grotta della Regina.

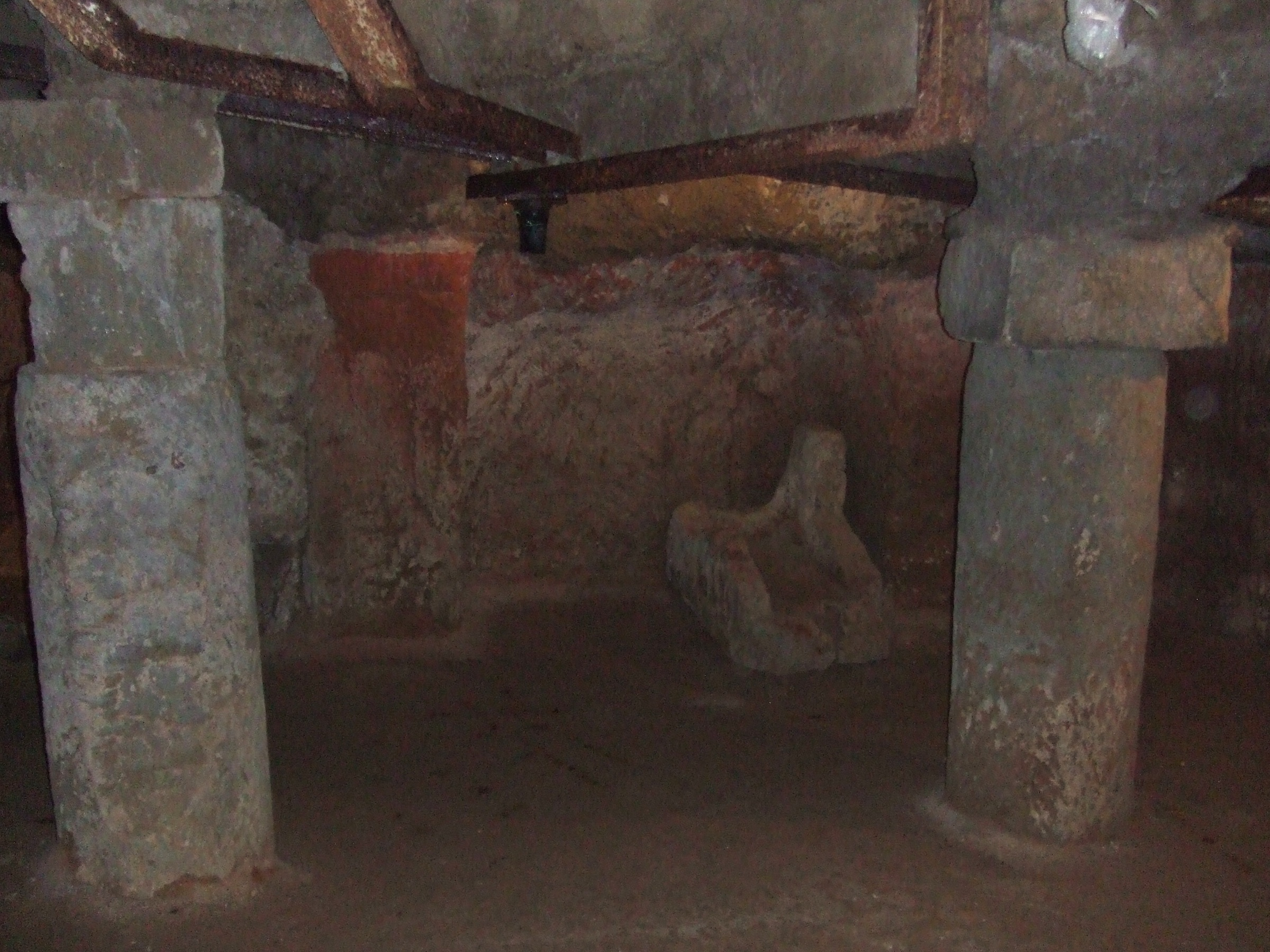
Salle principale de la tombe de la Grotta della Regina.

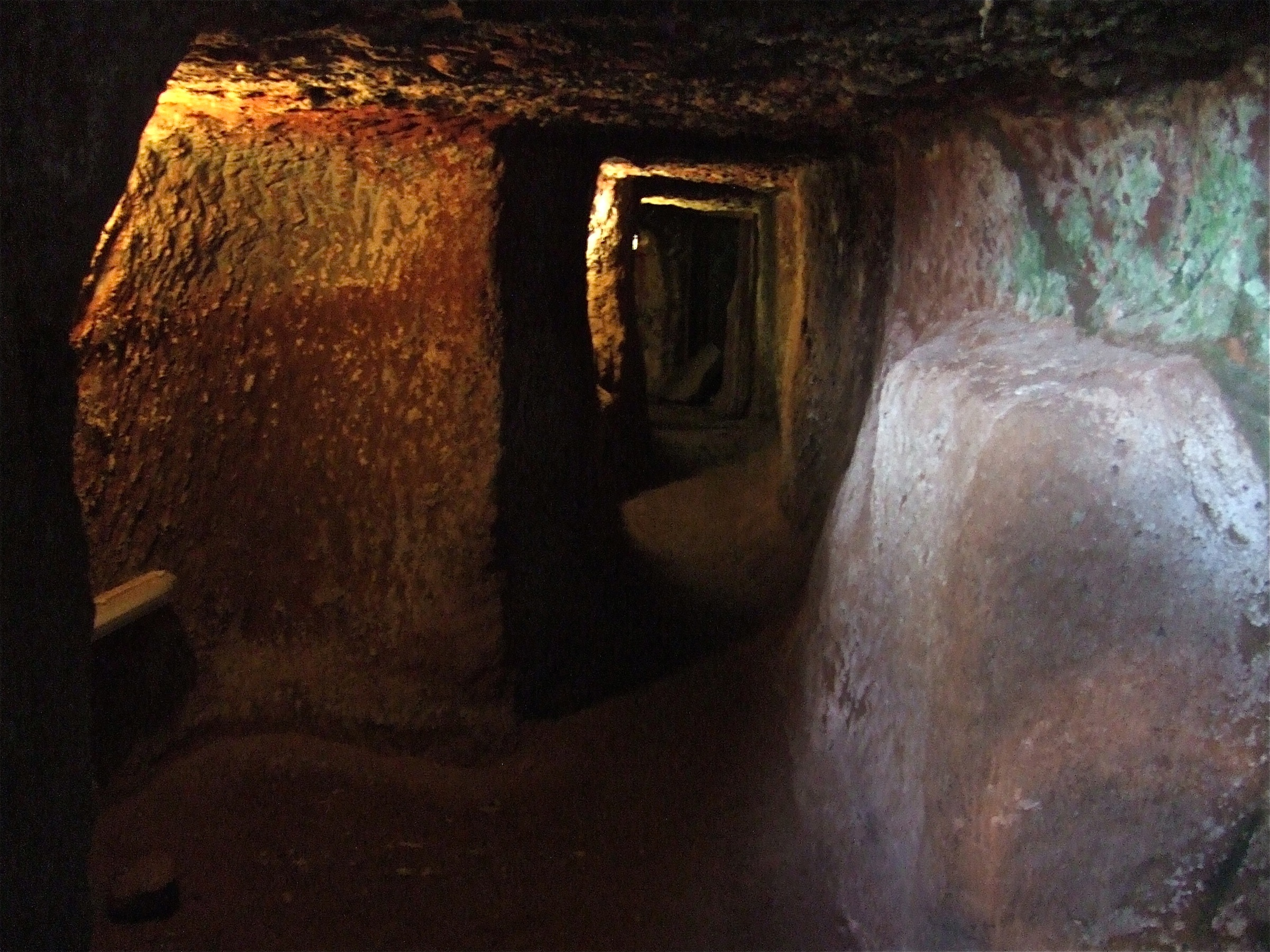
Couloir entre les chambres funéraires de la tombe de la Grotta della Regina.

La Nécropole de la Madonna dell’Olivo   est un site  comportant des tombes étrusques remontant à différentes périodes de la civilisation étrusque. Elle est située  près de Tuscania, commune située dans l'actuelle province de Viterbe dans le Latium, en Italie centrale.

## Description
La nécropole de la Madonna dell'Olivo doit son nom à l'église de la Madonna dell’Olivo située à proximité. Bien que déjà utilisée à l'époque archaïque,  elle comprend surtout des tombes de la période hellénistique (IVe  au  Ier siècle av. J.-C.). 
La nécropole comporte des tombes de grandeurs diverses disposées sur plusieurs niveaux de la paroi collinaire en tuf. 
La tombe la plus connue est la Grotta della Regina. Il s'agit d'un labyrinthe de galeries et passages réalisés dans une grotte naturelle. Le site a été fortement dégradé à la suite d'actes de vandalisme et d'écroulements qui se sont produits dès l'Antiquité.
Sur les niveaux inférieurs se trouvent l'ensemble des tombes du groupe gentilice des Curanas. Dans ces tombes se trouvait une grande quantité de sarcophages décorés de bas-reliefs sur les faces des caissons et dotés de couvercles figurés (personnages en pose semisdraiata).
Les trousseaux funéraires étaient abondants et riches avec des pièces archéologiques en terre cuite et en bronze remontant à l'époque comprise entre les (IVe et IIIe siècles av. J.-C.) ; ils sont conservés aujourd'hui au Museo Archeologico Nazionale di Tuscania.

## Sources
- Voir liens externes